# Globba tricolor
Globba tricolor är en enhjärtbladig växtart som beskrevs av Henry Nicholas Ridley. Globba tricolor ingår i släktet Globba och familjen Zingiberaceae.

## Underarter
Arten delas in i följande underarter:
- G. t. gibbsiae
- G. t. tricolor